# Lewisville (Minnesota)
Lewisville es una ciudad ubicada en el condado de Watonwan en el estado estadounidense de Minnesota. En el Censo de 2010 tenía una población de 250 habitantes y una densidad poblacional de 335,16 personas por km².

## Geografía
Lewisville se encuentra ubicada en las coordenadas 43°55′26″N 94°26′7″O / 43.92389, -94.43528. Según la Oficina del Censo de los Estados Unidos, Lewisville tiene una superficie total de 0.75 km², de la cual 0.75 km² corresponden a tierra firme y (0%) 0 km² es agua.

## Demografía
Según el censo de 2010, había 250 personas residiendo en Lewisville. La densidad de población era de 335,16 hab./km². De los 250 habitantes, Lewisville estaba compuesto por el 94.4% blancos, el 1.6% eran afroamericanos, el 0.4% eran amerindios, el 1.2% eran asiáticos, el 0% eran isleños del Pacífico, el 0% eran de otras razas y el 2.4% pertenecían a dos o más razas. Del total de la población el 13.2% eran hispanos o latinos de cualquier raza.